# ゲオルギー・ジレンコフ
ゲオルギー・ニコライビッチ・ジレンコフ（Георгий Николаевич Жиленков , 英語: Georgy Nikolayevich Zhilenkov, 1910年 - 1946年8月1日）は、ロシア出身の軍人。第二次世界大戦中、赤軍の一員として独ソ戦に従軍していたが、捕虜となった後にナチス・ドイツ側に寝返り、アンドレイ・ウラソフ将軍指揮下のウラソフ軍に参加した。敗戦後、モスクワにて処刑された。

## 経歴

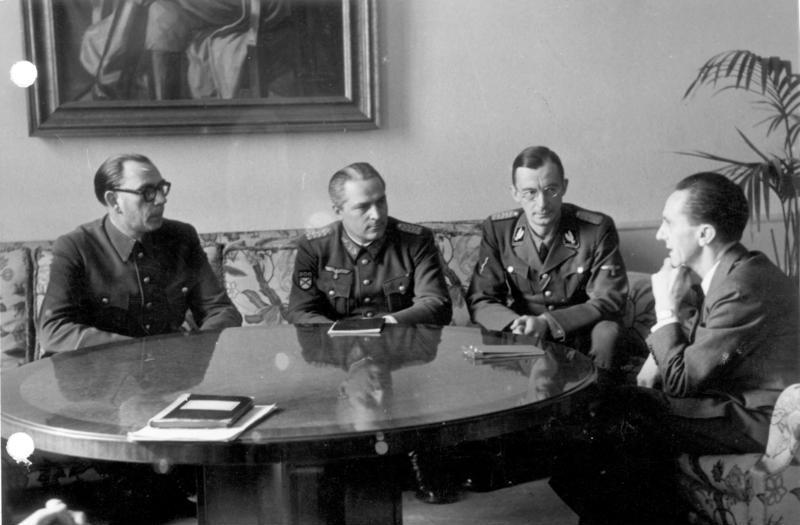
左からウラソフ、ジレンコフ、クルーガー、ゲッベルス（1945年、ベルリン）

1910年、ロシア帝国時代のヴォロネジにて生を受ける。1929年、ソ連邦共産党に入党。党内では産業関連の職を務める。1939年、生産に関する成果について労働赤旗勲章を授与されている。1940年以降はモスクワ方面の地区書記を務める。1941年、ドイツ国防軍がバルバロッサ作戦の元でソ連邦への侵攻を開始すると、ジレンコフは第32軍所属の旅団付政治委員（准将相当の政治委員）として前線に派遣された。1941年10月14日、ヴァジマ包囲戦の末、ジレンコフはドイツ側の捕虜となった。
当初、彼は旅団付政治委員という身分を隠していた。1942年5月、身分が露呈して取り調べを受け、その後は非常に協力的な態度を取るようになった。彼の身柄は国防軍最高司令部宣伝部に移された。ここでジレンコフは中将（Generalleutnant）の階級、およびロシア諸民族解放委員会宣伝局長の職を与えられた。
敗戦後の1945年5月18日、アメリカ軍によって逮捕される。1946年5月1日、ジレンコフを捜索していたソ連邦側情報機関の要請を受け、アメリカ軍からソ連邦当局へと引き渡される。1946年8月1日、ソ連邦最高軍事裁判所にて死刑が言い渡される。同日、ブトィルカ刑務所にて絞首刑が執行された。